# Ререн, Николай Константинович
Николай Константинович Ререн (1872 — не ранее 1920) — командир 78-го пехотного Навагинского полка, полковник, герой Первой мировой войны.

## Биография
Православный. Из дворян. Уроженец Владимирской губернии.
Окончил Нижегородский графа Аракчеева кадетский корпус (1891) и 2-е военное Константиновское училище (1893), откуда выпущен был подпоручиком в 80-й пехотный Кабардинский полк.
Произведен в поручики 1 июля 1897 года, в штабс-капитаны — 1 июля 1901 года, в капитаны — 23 октября 1905 года, в подполковники — 30 мая 1914 года «за отличие по службе».
В Первую мировую войну вступил в должности командира 2-го батальона 80-го пехотного Кабардинского полка. Пожалован Георгиевским оружием
За то, что 14 декабря 1914 года, получив с вверенным ему батальоном приказание занять высоту западнее с. В.-Сарыкамыша, несмотря на глубокий снег и убийственный огонь турок, блестяще выполнил эту задачу, а заняв высоту, имевшую весьма важное тактическое значение, отбил ночью целый ряд ожесточенных атак турок, желавших вновь овладеть этой высотой. Обморозив ночью себе ноги, утром был унесен с поля боя, но получив медицинскую помощь, тогда же вернулся к своему батальону.
4 ноября 1915 года произведен в полковники «за отличия в делах против неприятеля». 29 марта 1916 года назначен командиром 78-го пехотного Навагинского полка, 20 октября того же года отчислен от должности, за ранами, с назначением в резерв чинов при штабе Киевского военного округа. 15 декабря 1916 года переведен в резерв чинов при штабе Кавказского военного округа.
В Гражданскую войну участвовал в Белом движении на Юге России, на 23 апреля 1920 года — командир Навагинского полка в лагере Стржалково. Дальнейшая судьба неизвестна.

## Награды
- Орден Святого Станислава 3-й ст. (ВП 2.06.1906)
- Орден Святой Анны 3-й ст. (ВП 7.03.1910)
- Орден Святой Анны 2-й ст. (ВП 3.02.1914)
- Орден Святого Станислава 2-й ст. (ВП 16.05.1914)
- Орден Святого Владимира 4-й ст. с мечами и бантом (ВП 13.05.1915)
- Георгиевское оружие (ВП 7.01.1916)
- мечи к ордену Св. Анны 2-й ст. (ВП 25.12.1916)